# カール・ディッタース・フォン・ディッタースドルフ
カール・ディッタース・フォン・ディッタースドルフ男爵（Carl(Karl) Ditters Baron von Dittersdorf, 1739年11月2日 - 1799年10月24日）は、ハイドンやモーツァルトと同時代のウィーンに生れ、ボヘミア・ノイホーフ（チェコ）で没した作曲家でヴァイオリン演奏家。
もとカール・ディッタース（Carl Ditters）と称したが、のちに貴族となり、「ディッタースドルフ男爵」を称した。

## 略歴
カール・ディタースの父は神聖ローマ皇帝カール6世の下で宮廷劇場の衣装デザイナー（刺繍職人）としての地位を得ていた。息子カールの音楽への興味に対して身近な音楽家たちを教師に頼み、息子は期待通りの成長をした。更に、早くからザクセン＝ヒルトブルクハウゼン公子ヨーゼフ（en, 1702年 - 1787年、神聖ローマ帝国の元帥で数々の戦果を挙げ、皇帝に優遇されていた）に見出され、特別の教育を受けた。
- 1761年（22歳）　ウィーンの宮廷歌劇場管弦楽団のメンバーとなる。25歳年長のグルックが1752年から楽長をしていた。当時のウィーンで最高の楽団はヨーゼフ公子の楽団で、アウアースペルク邸（Palais Auersperg, 現存）では劇場の休みである毎週金曜日の夜に演奏が行われていた。
- 1763年（24歳）　グルックと共にイタリアを旅行。
- 1765年（26歳）から1769年（30歳）　ミヒャエル・ハイドンの跡を継ぎ、ハンガリーのグロースヴァルダイン（現ルーマニア、オラデア）の司教の楽長を務める。
- 1770年（31歳）　ブレスラウの領主司教も務めたシレジア貴族シャフゴチ (Schaffgotsch) 伯爵家がパトロンとなる。この時期にイタリア語のオペラ・ブッファを9曲作曲している。ローマ教皇アレクサンデル3世より黄金拍車章を授与される。また、オーストリア領シレジアのヨハニスベルク（ヨハネスベルク）城（Johannisberg, 現チェコ Jánský Vrch   )でシャフゴチ家に仕える。この城は現在チェコ・シレジア地方のヤヴォルニーク（Javorník, Jauernig  ）近郊にある。
- 1772年（33歳）　マリア・テレジアによって貴族に列せられたことにより、フォン・ディッタースドルフという家名が付け加えられた。
- 1786年（47歳）　皇帝の命令でオペラ『医師と薬剤師』を作曲する。ケルトナー・トーア劇場で1788年に初演されて大成功をおさめ、当時モーツァルトの栄光をすっかり奪ったと伝えられる。
- 1795年（56歳）　パトロンであった領主司教シャフゴチ伯爵の死後、かろうじて生活が可能な年金を受けるようになる。その後、関節炎と貧しさの中で、イグナーツ・フォン・シュティルフリート男爵からボヘミアの領地ロート・ロータ（Roth-Lhota, 現在のチェコの風光明媚で美しい城のあるチェルヴェナー・ルホタ Červená Lhota）の住居を提供され、残りの人生をそこで家族と共に生活する。
- 1799年10月24日（60歳）　ロート・ロータの近くにあるノイホーフ (Neuhof) のノイホーフ城（Schloß Neuhof, 現チェコのノヴィー・ドヴール Nový Dvůr）にて死去する。

コントラバス協奏曲を残していることから、時にコントラバス奏者と誤解されることもあるが、実際はブルク劇場で定期演奏会が開催されていたほどのヴァイオリン演奏の巨匠であった。当然ヴァイオリン協奏曲も多数作曲している。ディッタースドルフの作品は好評に迎えられ、1760年代初期にはレオポルト・ホフマン（Leopold Hoffmann, 1730年? - 1793年）やヨセフ・ハイドン、ヴァンハルらと並んで、ウィーンでの楽壇の指導的な立場にあった（ハイドン、モーツァルト、ヴァンハルとは弦楽四重奏を組んだこともある）。特にオペラ、オペレッタ、ジングシュピールについては、ウィーンばかりでなく広く大衆に普及した。晩年はほとんど見捨てられたようになり、出版社からは出版を断られ、自分の時代が去ったことを自覚していた。最晩年の1799年に自叙伝を書いた。

## 作品
- コントラバスと管弦楽のための協奏曲 変ホ長調
- ヴィオラ、コントラバスと管弦楽のための協奏交響曲 ニ長調
- フルート協奏曲 ホ短調
- オラトリオ
- 35曲のオペラ
  - 『医師と薬剤師』（Doktor und Apotheker, 1786年、ウィーン初演）
  - 『赤ずきん』（Das rote Käppchen, 1788年、同上） - この曲のアリエッタを元に、ベートーヴェンがピアノのための変奏曲（WoO66）を作曲している。
- ハープ協奏曲 イ長調
- 9曲の交響曲 - うち6曲はオウィディウスの『変身物語』による。
- 6曲の弦楽四重奏曲
- 12曲の弦楽五重奏曲

など多数。